# Rwandas provinser

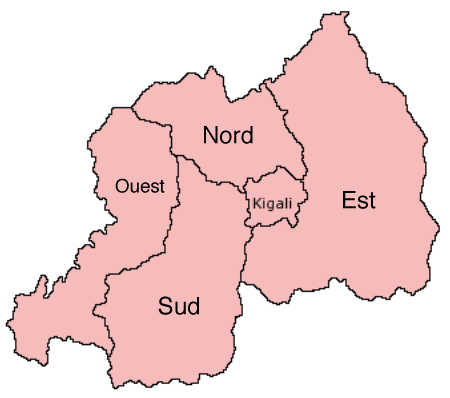
Rwandas provinser

Rwanda (kinyarwanda: Repubulika y'u Rwanda) är indelat i fem provinser (Intara). Provinserna  är underdelade i distrikt (Akarere).
Tidigare var nationen administrativt indelad i 12 prefekturer. Den 11 juli 2006 infördes nuvarande indelning med 5 provinser.

## Provinserna
| Nr | Läge | Provins                                                        | Huvudort  | Yta (km²) | Antal distrikt |
| -- | ---- | -------------------------------------------------------------- | --------- | --------- | -------------- |
| 1  |      | Province du Nord Intara y'Amajyaruguru (Norra provinsen)       | Byumba    | 3 276     | 5              |
| 2  |      | Province de l’Est Intara y’lburasirazuba (Östra provinsen)     | Rwamagana | 9 458     | 7              |
| 3  |      | Province du Sud Intara y'Amajyepfo (Södra provinsen)           | Njanza    | 5 963     | 8              |
| 4  |      | Province de l’Ouest Intara y’Iburengerazuba (Västra provinsen) | Kibuye    | 5 882     | 6              |
| 5  |      | Kigali Umujyi wa Kigali (Staden Kigali)                        | Kigali    | 730       | 3 + 1          |
|    |      | Rwanda                                                         |           | 25 314    | 30             |